# فارا دایزونتزو
فارا دایزونتزو (به ایتالیایی: Farra d'Isonzo) یک کومونه در ایتالیا است که در استان گوریتزیا واقع شده‌است.

## خصوصیات
فارا دایزونتزو ۱۰ کیلومترمربع مساحت و ۱٬۷۰۹ نفر جمعیت دارد و ۴۶ متر بالاتر از سطح دریا واقع شده‌است.

## خواهرخوانده
شهرهای Oberaich و Zalalövő خواهرخوانده‌های فارا دایزونتزو هستند.